# 2010年バンクーバーオリンピックのフィギュアスケート競技・ペア
2010年バンクーバーオリンピックのフィギュアスケート競技・ペアは、国際オリンピック委員会の統括のもとで国際スケート連盟が管理進行し、カナダ・バンクーバーのパシフィック・コロシアムにて実施された。

## 競技日程
| 日時          | 開演  | 終了  | 種目                 |
| ------------- | ----- | ----- | -------------------- |
| 2010年2月14日 | 16:30 | 19:55 | ショートプログラム   |
| 2010年2月15日 | 17:00 | 20:55 | フリースケーティング |
| 2010年2月27日 | 16:30 | 19:00 | エキシビジョン       |

- 日時は現地時間（太平洋標準時）

ショートプログラム開催日の前日にはショートトラック競技と、フィギュアスケート競技の会場練習が行われた。

## 競技結果

### 詳細
- 要素欄の記号表記について
  - < - ジャンプの回転不足
  -  ! - フリップジャンプまたはルッツジャンプの踏み切りエッジ違反（軽度）
  - e - フリップジャンプまたはルッツジャンプの踏み切りエッジ違反（重度/要減点）
  - x - 演技後半実施による加点要素
  - * - 構成違反による無得点要素
  - その他の記号はフィギュアスケートの採点法#技術の得点を参照。

#### ショートプログラム
今季全ての競技会で優勝を果たしている申雪 / 趙宏博 組が、ショートプログラム歴代最高得点を出す好演技で今オリンピックフィギュアスケート競技の開幕を飾った。このスコアは最後まで抜かれることはなかったが、申雪 / 趙宏博 組、川口悠子 / アレクサンドル・スミルノフ 組、龐清 / 佟健 組、張丹 / 張昊 組、アリオナ・サフチェンコ / ロビン・ゾルコーヴィ 組が約5点差にひしめく混戦となった。
滑走順は、競技開始時点の世界ランキングにより低い方から10組を前、3組を中、残りの7組を後に分け、それぞれの中での抽選により決定された。
| 滑走順      | 名前                                            | 名前                                            | 名前 | 名前 | 名前                                            |
| 滑走順      | 順位 得点                                       | 技術 構成                                       | プログラム使用曲 | 要素(GOE・技のできばえ)                                                                                 | 減点                                            |
| 第1グループ | 第1グループ                                     | 第1グループ                                     | 第1グループ | 第1グループ                                                                                             | 第1グループ                                     |
| ----------- | ----------------------------------------------- | ----------------------------------------------- | --- | --- | ----------------------------------------------- |
| 1           | 申雪 / 趙宏博                                   | 申雪 / 趙宏博                                   | 申雪 / 趙宏博 | 申雪 / 趙宏博                                                                                           | 申雪 / 趙宏博                                   |
| 1           | 1 76.66                                         | 42.42 34.24                                     | リヴ・フォーエヴァー（作曲：ブライアン・メイ）                                                                           | 3T(+1.80) 3LzTw1(+1.24) 3LoTh(+1.52) FCCoSp4(+0.70) 4Li4(+1.00) PCoSp4(+0.70) SlSt3(+0.90) BoDs3(+1.26) | 0                                               |
| 2           | マリヤ・セルゲエワ / イリヤ・グレボフ           | マリヤ・セルゲエワ / イリヤ・グレボフ           | マリヤ・セルゲエワ / イリヤ・グレボフ                                                                                    | マリヤ・セルゲエワ / イリヤ・グレボフ                                                                   | マリヤ・セルゲエワ / イリヤ・グレボフ           |
| 2           | 18 42.18                                        | 23.70 19.48                                     | 海の上のピアニスト（作曲：エンニオ・モリコーネ）                                                                         | 2LzTw1(+0.20) 3LoTh(-2.00) 2A(-1.60) BoDs1(-0.14) PCoSp3(0.00) 4Li3(0.00) FCCoSp4(-0.06) SlSt1(0.00)    | 1 転倒                                          |
| 3           | ヨアンナ・スレイ / マテウシュ・フルシチンスキー | ヨアンナ・スレイ / マテウシュ・フルシチンスキー | ヨアンナ・スレイ / マテウシュ・フルシチンスキー                                                                          | ヨアンナ・スレイ / マテウシュ・フルシチンスキー                                                         | ヨアンナ・スレイ / マテウシュ・フルシチンスキー |
| 3           | 20 39.30                                        | 23.26 18.04                                     | 『セント・オブ・ウーマン/夢の香り』より （作曲：トーマス・ニューマン ）                                                  | 1A(-0.50) 2FTw3(-0.06) 3STh(-2.00) CCoSp4(-0.18) 4Li4(0.00) BoDs1(-0.70) SlSt2(+0.10) PCoSp4(0.00)      | 2 転倒                                          |
| 第2グループ |                                                 |                                                 | | |                                                 |
| 4           | ケイディー・デニー / ジェレミー・バレット       | ケイディー・デニー / ジェレミー・バレット       | ケイディー・デニー / ジェレミー・バレット                                                                                | ケイディー・デニー / ジェレミー・バレット                                                               | ケイディー・デニー / ジェレミー・バレット       |
| 4           | 14 53.26                                        | 29.86 23.40                                     | 火の鳥 （作曲：ストラヴィンスキー ）                                                                                     | 3LzTw1(0.00) 2T(-0.60) 3LzTh(+0.70) BoDs1(-0.14) FCCoSp3(+0.60) 4Li4(+0.10) SlSt2(+0.10) PCoSp4(+0.50)  | 0                                               |
| 5           | マイリン・ハウシュ / ダニエル・ヴェンデ         | マイリン・ハウシュ / ダニエル・ヴェンデ         | マイリン・ハウシュ / ダニエル・ヴェンデ                                                                                  | マイリン・ハウシュ / ダニエル・ヴェンデ                                                                 | マイリン・ハウシュ / ダニエル・ヴェンデ         |
| 5           | 17 45.46                                        | 23.54 21.92                                     | ジャズ・マシーン（「ダンス・ウィズ・ミー」より/演奏：Black Machine）/ ムーヴトゥザビッグバンド（曲：ベン・リーブランド） | 2LzTw3(+0.20) 3STh(-1.12) 4Li4(+0.20) 2S(-0.06) SlSt3(+0.30) FCCoSp4(0.00) BoDs1(+0.42) PCoSp(0.00)     | 0                                               |
| 6           | ヴァネッサ・ジェームス / ヤニック・ボヌール     | ヴァネッサ・ジェームス / ヤニック・ボヌール     | ヴァネッサ・ジェームス / ヤニック・ボヌール                                                                              | ヴァネッサ・ジェームス / ヤニック・ボヌール                                                             | ヴァネッサ・ジェームス / ヤニック・ボヌール     |
| 6           | 15 51.16                                        | 28.56 22.60                                     | タンゴ （演奏：ゴタン・プロジェクト）                                                                                    | 2S(-0.06) 3LzTw1(-1.12) 3STh(+0.70) FCCoSp4(+0.20) 4Li4(+0.50) BoDs1(-0.56) SlSt3(+0.30) PCoSp3(0.00)   | 0                                               |
| 第3グループ |                                                 |                                                 | | |                                                 |
| 7           | ベラ・バザロワ / ユーリ・ラリオノフ             | ベラ・バザロワ / ユーリ・ラリオノフ             | ベラ・バザロワ / ユーリ・ラリオノフ                                                                                      | ベラ・バザロワ / ユーリ・ラリオノフ                                                                     | ベラ・バザロワ / ユーリ・ラリオノフ             |
| 7           | 12 56.54                                        | 31.74 24.80                                     | sadness | 3T(-1.20) 3LzTw2(+0.98) 3LoTh(+0.56) 4Li4(+0.40) BoDs1(0.00) FCCoSp3(+0.30) SlSt2(+0.20) PCoSp2(+0.20)  | 0                                               |
| 8           | アマンダ・エボラ / マーク・ラドウィッグ         | アマンダ・エボラ / マーク・ラドウィッグ         | アマンダ・エボラ / マーク・ラドウィッグ                                                                                  | アマンダ・エボラ / マーク・ラドウィッグ                                                                 | アマンダ・エボラ / マーク・ラドウィッグ         |
| 8           | 10 57.86                                        | 33.10 24.76                                     | 『ラブ・アクチュアリー』よりPMズ・ラヴのテーマ（曲：クレイグ・アームストロング）                                         | 3LzTw1(+0.42) 3T(0.00) 3LoTh(+0.70) CCoSp3(+0.40) CiSt2(+0.10) 4Li4(+0.40) BoDs1(+0.28) PCoSp4(0.00)    | 0                                               |
| 9           | アナベル・ラングロワ / コディ・ヘイ             | アナベル・ラングロワ / コディ・ヘイ             | アナベル・ラングロワ / コディ・ヘイ                                                                                      | アナベル・ラングロワ / コディ・ヘイ                                                                     | アナベル・ラングロワ / コディ・ヘイ             |
| 9           | 7 64.20                                         | 37.60 26.60                                     | 魅惑のワルツ（作曲：フィリッポ・マルケッティ ）                                                                          | 3T(+1.20) 2FTw3(+0.70) 3LzTh(+0.84) BoDs3(+0.56) FCCoSp4(+0.30) CiSt3(+0.20) 4Li4(+0.60) PCoSp4(+0.40)  | 0                                               |
| 10          | エカテリーナ・コステンコ / ロマン・タラン       | エカテリーナ・コステンコ / ロマン・タラン       | エカテリーナ・コステンコ / ロマン・タラン                                                                                | エカテリーナ・コステンコ / ロマン・タラン                                                               | エカテリーナ・コステンコ / ロマン・タラン       |
| 10          | 19 39.54                                        | 21.74 18.80                                     | カルメンより（作曲：ジョルジュ・ビゼー ）                                                                                | 2A(-2.50) 2LzTw1(0.00) 3LzTh(-0.84) 4Li3(-0.20) FCCoSp2(+0.10) SlSt1(0.00) BoDs1(-1.12) PCoSp2(0.00)    | 1 転倒                                          |
| 第4グループ |                                                 |                                                 | | |                                                 |
| 11          | ニコーレ・デラ・モニカ / ヤニック・ココン       | ニコーレ・デラ・モニカ / ヤニック・ココン       | ニコーレ・デラ・モニカ / ヤニック・ココン                                                                                | ニコーレ・デラ・モニカ / ヤニック・ココン                                                               | ニコーレ・デラ・モニカ / ヤニック・ココン       |
| 11          | 11 56.82                                        | 31.90 24.92                                     | 『天使と悪魔』より （作曲：ハンス・ジマー ）                                                                             | 3S(+1.40) 4Li4(+0.40) 3STh(-1.40) BoDs2(0.00) 2LzTw1(+0.20) FCCoSp3(+0.10) PCoSp4(+0.50) SlSt3(+0.40)   | 0                                               |
| 12          | ステイシー・ケンプ / デヴィッド・キング         | ステイシー・ケンプ / デヴィッド・キング         | ステイシー・ケンプ / デヴィッド・キング                                                                                  | ステイシー・ケンプ / デヴィッド・キング                                                                 | ステイシー・ケンプ / デヴィッド・キング         |
| 12          | 16 48.28                                        | 27.72 20.56                                     | Numb / Encore（曲：リンキン・パーク・ジェイ・Z）                                                                         | 2LzTw2(0.00) 2F(0.00) 3LoTh(+0.42) SlSt2(0.00) PCoSp4(0.00) FCCoSp3(0.00) 4Li4(-0.20) BoDs2(0.00)       | 0                                               |
| 13          | アナイー・モラン / アントワーヌ・ドルザ         | アナイー・モラン / アントワーヌ・ドルザ         | アナイー・モラン / アントワーヌ・ドルザ                                                                                  | アナイー・モラン / アントワーヌ・ドルザ                                                                 | アナイー・モラン / アントワーヌ・ドルザ         |
| 13          | 13 55.34                                        | 32.70 22.64                                     | ボヘミアン・ラプソディ（曲：クイーン）                                                                                   | 3LoTh(+0.98) 4Li3(+0.40) 2LzTw2(0.00) 2A(+0.40) FCCoSp4(+0.20) PCoSp4(0.00) SlSt2(0.00) BoDs4(+0.42)    | 0                                               |
| 第5グループ |                                                 |                                                 | | |                                                 |
| 14          | マリア・ムホルトワ / マキシム・トランコフ       | マリア・ムホルトワ / マキシム・トランコフ       | マリア・ムホルトワ / マキシム・トランコフ                                                                                | マリア・ムホルトワ / マキシム・トランコフ                                                               | マリア・ムホルトワ / マキシム・トランコフ       |
| 14          | 8 63.44                                         | 34.24 30.20                                     | 熱情（曲：シークレットガーデン）                                                                                         | 3LzTw1(+1.12) 3T(-3.00) 3LoTh(+1.40) BoDs3(+0.42) FCCoSp4(+0.10) 4Li4(+0.60) SlSt3(+0.40) PCoSp3(+0.40) | 1 転倒                                          |
| 15          | タチアナ・ボロソジャル / スタニスラフ・モロゾフ | タチアナ・ボロソジャル / スタニスラフ・モロゾフ | タチアナ・ボロソジャル / スタニスラフ・モロゾフ                                                                          | タチアナ・ボロソジャル / スタニスラフ・モロゾフ                                                         | タチアナ・ボロソジャル / スタニスラフ・モロゾフ |
| 15          | 9 62.14                                         | 34.62 27.52                                     | Dreams Illusion（編曲：DJI）                                                                                             | 3T(-2.60) 3LzTw2(+1.52) 4Li4(+0.80) 3LoTh(+1.26) FCCoSp4(+0.50) PCoSp4(+0.30) SlSt1(+0.20) BoDs2(+0.84) | 0                                               |
| 16          | 川口悠子 / アレクサンドル・スミルノフ           | 川口悠子 / アレクサンドル・スミルノフ           | 川口悠子 / アレクサンドル・スミルノフ                                                                                    | 川口悠子 / アレクサンドル・スミルノフ                                                                   | 川口悠子 / アレクサンドル・スミルノフ           |
| 16          | 3 74.16                                         | 40.92 33.24                                     | 白鳥（作曲：カミーユ・サン＝サーンス）                                                                                   | 3T(+1.60) 3LzTw1(+0.70) 3LoTh(+0.98) 4Li4(+0.90) SlSt3(+0.70) BoDs4(+0.84) FCCoSp3(+0.90) PCoSp4(+1.00) | 0                                               |
| 第6グループ |                                                 |                                                 | | |                                                 |
| 17          | ジェシカ・デュベ / ブライス・デイヴィソン       | ジェシカ・デュベ / ブライス・デイヴィソン       | ジェシカ・デュベ / ブライス・デイヴィソン                                                                                | ジェシカ・デュベ / ブライス・デイヴィソン                                                               | ジェシカ・デュベ / ブライス・デイヴィソン       |
| 17          | 6 65.36                                         | 36.16 30.20                                     | レクイエム・フォー・ドリーム （作曲：クリント・マンセル ）                                                               | 3LzTw1(+0.56) 4Li4(+0.90) 3S(-3.00) PCoSp4(+0.70) 3LoTh(+1.12) BoDs3(+0.98) SlSt3(+0.50) FCCoSp4(+0.60) | 1 転倒                                          |
| 18          | 龐清 / 佟健                                     | 龐清 / 佟健                                     | 龐清 / 佟健 | 龐清 / 佟健                                                                                             | 龐清 / 佟健                                     |
| 18          | 4 71.50                                         | 39.90 32.60                                     | 耳に残るは君の歌声 （真珠採りより/作曲：ビゼー）                                                                         | 3T(+1.40) 3LzTw1(+1.40) 3LoTh(+1.64) BoDs1(+0.56) FCCoSp4(+0.60) 4Li4(+0.80) SlSt3(+0.60) PCoSp4(+0.60) | 1 時間過不足                                    |
| 19          | 張丹 / 張昊                                     | 張丹 / 張昊                                     | 張丹 / 張昊 | 張丹 / 張昊                                                                                             | 張丹 / 張昊                                     |
| 19          | 5 71.28                                         | 41.08 30.20                                     | ピアノファンタジー（曲：ジョセフ・ウィリアムズ/演奏：マクシム・ムルヴィツァ）                                            | 3LzTw1(+1.88) 3LoTh(+1.40) 3S(+1.40) PCoSp4(+0.50) 4Li4(+1.00) FCCoSp4(+0.10) SlSt3(+0.30) BoDs3(+0.70) | 0                                               |
| 20          | アリオナ・サフチェンコ / ロビン・ゾルコーヴィ   | アリオナ・サフチェンコ / ロビン・ゾルコーヴィ   | アリオナ・サフチェンコ / ロビン・ゾルコーヴィ                                                                            | アリオナ・サフチェンコ / ロビン・ゾルコーヴィ                                                           | アリオナ・サフチェンコ / ロビン・ゾルコーヴィ   |
| 20          | 2 75.96                                         | 42.24 33.72                                     | 悲しみのクラウン（『リトル・ナイト・ミュージック』より/作曲：スティーヴン・ソンドハイム/演奏：ダニー・ライト）           | 3FTh(+1.64) 3T(+1.20) 3LzTw1(+0.84) FCCoSp4(+0.50) PCoSp4(+0.80) BoDs4(+1.26) SlSt3(+0.80) 4Li4(+0.90)  | 0                                               |

#### フリースケーティング
滑走順は、ショートプログラムの成績の低い方から4組ずつグループに分け、成績の低いグループから先、同じグループ内では抽選により決定された。
| 滑走順      | 名前                                            | 名前                                            | 名前 | 名前 | 名前                                            | 名前                                            |
| 滑走順      | FS 順位 得点                                    | 技術 構成                                       | プログラム使用曲 | 要素(GOE) | 減点                                            | 最終 順位 得点                                  |
| 第1グループ | 第1グループ                                     | 第1グループ                                     | 第1グループ | 第1グループ | 第1グループ                                     | 第1グループ                                     |
| ----------- | ----------------------------------------------- | ----------------------------------------------- | --- | --- | ----------------------------------------------- | ----------------------------------------------- |
| 1           | マイリン・ハウシュ / ダニエル・ヴェンデ         | マイリン・ハウシュ / ダニエル・ヴェンデ         | マイリン・ハウシュ / ダニエル・ヴェンデ | マイリン・ハウシュ / ダニエル・ヴェンデ | マイリン・ハウシュ / ダニエル・ヴェンデ         | マイリン・ハウシュ / ダニエル・ヴェンデ         |
| 1           | 15 93.28                                        | 51.08 43.20                                     | アレキサンダー （曲：ヴァンゲリス ） | 2LzTw4(+0.20) 3STh(+0.70) 3T(-3.00) 3FTh(+0.14) 5ALi4(+1.00) 2S+SEQ(-0.18) 3Li4(+0.50) SpSq4(+0.80) FCCoSp3(-0.18) x5SLi4(+0.50) BoDs1(+0.56) PCoSp3(0.00)           | 1 転倒                                          | 17 138.74                                       |
| 2           | エカテリーナ・コステンコ / ロマン・タラン       | エカテリーナ・コステンコ / ロマン・タラン       | エカテリーナ・コステンコ / ロマン・タラン | エカテリーナ・コステンコ / ロマン・タラン | エカテリーナ・コステンコ / ロマン・タラン       | エカテリーナ・コステンコ / ロマン・タラン       |
| 2           | 20 81.44                                        | 45.52 35.92                                     | 月光（作曲：ベートーヴェン） | 2A(0.00) 2LzTw1(0.00) 3LoTh(-1.26) 5TLi3(+0.10) FCCoSp2(-0.18) SpSq4(+0.60) x3LzTh(-1.40) x5ALi3(-0.14) x2S+2Lo+SEQ(0.00) x3Li3(0.00) BoDs1(-1.26) PCoSp3(+0.20)     | 0                                               | 20 120.98                                       |
| 3           | マリヤ・セルゲエワ / イリヤ・グレボフ           | マリヤ・セルゲエワ / イリヤ・グレボフ           | マリヤ・セルゲエワ / イリヤ・グレボフ | マリヤ・セルゲエワ / イリヤ・グレボフ | マリヤ・セルゲエワ / イリヤ・グレボフ           | マリヤ・セルゲエワ / イリヤ・グレボフ           |
| 3           | 19 82.72                                        | 43.92 38.80                                     | ウエスト・サイド物語（作曲：レナード・バーンスタイン） | 2LzTw1(+0.30) 3LoTh(0.00) 2A+1T(-1.96) 5SLi4(+0.30) BoDs1(-0.28) PCoSp1(-0.06) SpSq2(+0.40) x2Lz(0.00) FCCoSp4(-0.36) x5TLi3(0.00) x3STh(-1.26) x3Li3(+0.20)         | 0                                               | 19 124.9                                        |
| 4           | ヨアンナ・スレイ / マテウシュ・フルシチンスキー | ヨアンナ・スレイ / マテウシュ・フルシチンスキー | ヨアンナ・スレイ / マテウシュ・フルシチンスキー | ヨアンナ・スレイ / マテウシュ・フルシチンスキー | ヨアンナ・スレイ / マテウシュ・フルシチンスキー | ヨアンナ・スレイ / マテウシュ・フルシチンスキー |
| 4           | 18 86.52                                        | 49.44 38.08                                     | 『ロミオとジュリエット』サウンドトラックより（作曲：ニーノ・ロータ）                                                                                                 | 2A+2T(+0.20) 5ALi4(+0.40) 3STh(-1.40) 2FTw3(-0.24) 2LzTh(0.00) SpSq3(+0.40) x5SLi3(-0.10) BoDs2(+0.14) CCoSp3(+0.50) x2Lz(0.00) x3Li4(+0.10) PCoSp4(0.00)            | 1 転倒                                          | 18 125.82                                       |
| 第2グループ |                                                 |                                                 | | |                                                 |                                                 |
| 5           | ステイシー・ケンプ / デヴィッド・キング         | ステイシー・ケンプ / デヴィッド・キング         | ステイシー・ケンプ / デヴィッド・キング | ステイシー・ケンプ / デヴィッド・キング | ステイシー・ケンプ / デヴィッド・キング         | ステイシー・ケンプ / デヴィッド・キング         |
| 5           | 16 91.66                                        | 49.90 41.76                                     | ピアノとオーケストラのためのファンタジー（作曲：マーク・カプラン）                                                                                                   | 2LzTw2(0.00) 2F(-0.30) 5ALi4(+0.60) 3TTh(+0.56) PCoSp4(+0.20) FCCoSp4(-0.18) x2F+2T+SEQ(-0.68) SpSq4(+0.20) x3Li4(+0.10) x3LoTh(-1.40) x5TLi4(0.00) FiDs4(+0.56)     | 0                                               | 16 139.94                                       |
| 6           | ヴァネッサ・ジェームス / ヤニック・ボヌール     | ヴァネッサ・ジェームス / ヤニック・ボヌール     | ヴァネッサ・ジェームス / ヤニック・ボヌール | ヴァネッサ・ジェームス / ヤニック・ボヌール | ヴァネッサ・ジェームス / ヤニック・ボヌール     | ヴァネッサ・ジェームス / ヤニック・ボヌール     |
| 6           | 14 93.94                                        | 48.34 45.60                                     | ロミオとジュリエット（様々な作曲家による） | 2S(-0.48) 3LzTw1(-0.84) 5ALi3(+0.40) 3STh(+0.98) FCCoSp4(+0.10) FiDs3(+0.56) x2A+1A+SEQ(-1.60) SpSq3(+0.40) x5SLi3(+0.40) x3FTh(+0.84) PSp1*(0.00) x4Li4(+0.70)      | 0                                               | 14 145.1                                        |
| 7           | アナイー・モラン / アントワーヌ・ドルザ         | アナイー・モラン / アントワーヌ・ドルザ         | アナイー・モラン / アントワーヌ・ドルザ | アナイー・モラン / アントワーヌ・ドルザ | アナイー・モラン / アントワーヌ・ドルザ         | アナイー・モラン / アントワーヌ・ドルザ         |
| 7           | 17 89.08                                        | 48.44 42.64                                     | 『ワンス・アポン・ア・タイム・イン・アメリカ』サウンドトラックより（作曲：エンニオ・モリコーネ）                                                                     | 5ALi3(+0.80) 3LoTh(+0.84) 2LzTw2(0.00) 1A+2A+SEQ(-2.50) SpSq4(+0.80) x3LzTh(-2.00) x5SLi2(0.00) x3Li4(0.00) BoDs2(+0.70) x2F(0.00) FCCoSp3(-0.36) PCoSp4(0.00)       | 2 転倒                                          | 15 144.42                                       |
| 8           | ケイディー・デニー / ジェレミー・バレット       | ケイディー・デニー / ジェレミー・バレット       | ケイディー・デニー / ジェレミー・バレット | ケイディー・デニー / ジェレミー・バレット | ケイディー・デニー / ジェレミー・バレット       | ケイディー・デニー / ジェレミー・バレット       |
| 8           | 12 105.07                                       | 56.27 48.80                                     | シェヘラザード（作曲：ニコライ・リムスキー＝コルサコフ） | 3LzTw1(+0.70) 3T<(+0.10) 3LzTh(+0.84) 1A+2A+SEQ(-1.78) FiDs2(+0.70) FCCoSp3(+0.04) x5ALi4(+0.40) SpSq4(+0.80) x3LoTh(+0.98) x3Li4(+0.10) x5SLi4(+0.10) PCoSp4(+0.50) | 0                                               | 13 158.33                                       |
| 第3グループ |                                                 |                                                 | | |                                                 |                                                 |
| 9           | アマンダ・エボラ / マーク・ラドウィッグ         | アマンダ・エボラ / マーク・ラドウィッグ         | アマンダ・エボラ / マーク・ラドウィッグ | アマンダ・エボラ / マーク・ラドウィッグ | アマンダ・エボラ / マーク・ラドウィッグ         | アマンダ・エボラ / マーク・ラドウィッグ         |
| 9           | 10 114.06                                       | 62.06 52.00                                     | ピアノ協奏曲第2番（作曲：ラフマニノフ） | 3LzTw1(+0.70) 2T+2T+SEQ(-0.60) 3LzTh(+0.42) CCoSp3(+0.20) SpSq4(+1.00) 2A(-1.12) x3Li4(+0.60) x3LoTh(+1.12) x5RLi4(+2.00) BoDs4(+0.56) PCoSp4(+0.30) x5ALi4(+1.20)   | 0                                               | 10 171.92                                       |
| 10          | ベラ・バザロワ / ユーリ・ラリオノフ             | ベラ・バザロワ / ユーリ・ラリオノフ             | ベラ・バザロワ / ユーリ・ラリオノフ | ベラ・バザロワ / ユーリ・ラリオノフ | ベラ・バザロワ / ユーリ・ラリオノフ             | ベラ・バザロワ / ユーリ・ラリオノフ             |
| 10          | 11 106.96                                       | 57.72 50.24                                     | 『セブン・イヤーズ・イン・チベット』サウンドトラックより（作曲：ジョン・ウィリアムズ） / 『Tale of Wandering』サウンドトラックより（作曲：アルフレート・シュニトケ） | 3T(-1.40) 3LzTw1(+0.98) 3FTh(-0.28) 2A+2A+SEQ(-0.64) 5SLi4(+0.80) FCCoSp4(+0.20) x5TLi4(+0.50) x3LoTh(-2.00) BiDs3(+0.56) x3Li4(+0.60) SpSq4(+0.80) PCoSp4(+0.40)    | 1 転倒                                          | 11 163.5                                        |
| 11          | タチアナ・ボロソジャル / スタニスラフ・モロゾフ | タチアナ・ボロソジャル / スタニスラフ・モロゾフ | タチアナ・ボロソジャル / スタニスラフ・モロゾフ | タチアナ・ボロソジャル / スタニスラフ・モロゾフ | タチアナ・ボロソジャル / スタニスラフ・モロゾフ | タチアナ・ボロソジャル / スタニスラフ・モロゾフ |
| 11          | 8 119.64                                        | 64.64 56.00                                     | 『パール・ハーバー』より（作曲：ハンス・ジマー） | 3T+3T+SEQ(-2.00) 3S(-1.00) 3LoTh(+1.40) 3Li4(+0.70) PCoSp4(+0.50) SpSq4(+0.40) x3LzTw1(+1.24) x3STh(+1.40) x5ALi4(+1.40) FCCoSp4(+0.20) x5TLi4(+0.70) BoDs2(+0.70)   | 1 転倒                                          | 8 181.78                                        |
| 12          | ニコーレ・デラ・モニカ / ヤニック・ココン       | ニコーレ・デラ・モニカ / ヤニック・ココン       | ニコーレ・デラ・モニカ / ヤニック・ココン | ニコーレ・デラ・モニカ / ヤニック・ココン | ニコーレ・デラ・モニカ / ヤニック・ココン       | ニコーレ・デラ・モニカ / ヤニック・ココン       |
| 12          | 13 104.78                                       | 54.34 51.44                                     | 『ミッション』サウンドトラックより（作曲：エンニオ・モリコーネ | 3S<(-1.00) 4Li4(+0.40) 3STh(+0.28) FCoSp4(+0.80) 2A+2A+SEQ(+1.00) SpSq4(+1.40) x5ALi2(-0.28) x3LoTh(+0.28) BoDs2(+0.42) x2LzTw1(-0.06) x5SLi3(0.00) PCoSp4(+0.40)    | 1 転倒                                          | 12 161.6                                        |
| 第4グループ |                                                 |                                                 | | |                                                 |                                                 |
| 13          | アナベル・ラングロワ / コディ・ヘイ             | アナベル・ラングロワ / コディ・ヘイ             | アナベル・ラングロワ / コディ・ヘイ | アナベル・ラングロワ / コディ・ヘイ | アナベル・ラングロワ / コディ・ヘイ             | アナベル・ラングロワ / コディ・ヘイ             |
| 13          | 9 115.77                                        | 60.45 56.32                                     | グランド・キャニオン（作曲：ファーディ・グローフェ ） | 2FTw3(+0.80) 3S(-3.00) 5ALi4(+1.40) 3STh(+1.26) 3T+2T(0.00) FCCoSp4(-0.06) PCoSp4(+0.50) x5RLi3(+1.40) SpSq4(+0.80) x3LzTh(-1.40) x4Li4(+0.80) BoDs3(+0.70)          | 1 転倒                                          | 9 179.97                                        |
| 14          | 張丹 / 張昊                                     | 張丹 / 張昊                                     | 張丹 / 張昊 | 張丹 / 張昊 | 張丹 / 張昊                                     | 張丹 / 張昊                                     |
| 14          | 4 123.06                                        | 65.42 58.64                                     | シェヘラザード（作曲：ニコライ・リムスキー＝コルサコフ） | 2A+3T(-3.00) 3S(+1.00) 3LzTw1(+1.40) 5TLi4(+0.60) BiDs3(+0.56) FCCoSp4(+0.60) x3LoTh(+1.40) x3STh(+1.76) SpSq4(+0.80) x5ALi4(+1.40) x3Li2(+0.10) PCoSp4(+0.30)       | 1 転倒                                          | 5 194.34                                        |
| 15          | マリア・ムホルトワ / マキシム・トランコフ       | マリア・ムホルトワ / マキシム・トランコフ       | マリア・ムホルトワ / マキシム・トランコフ | マリア・ムホルトワ / マキシム・トランコフ | マリア・ムホルトワ / マキシム・トランコフ       | マリア・ムホルトワ / マキシム・トランコフ       |
| 15          | 5 122.35                                        | 61.27 62.08                                     | 『ある愛の詩』サウンドトラックより（作曲：フランシス・レイ） | 3LzTw1(+1.26) 3S(-3.00) 3T+2T(-1.60) 5ALi4(+2.00) 3LoTh(+1.40) SpSq4(+1.40) x3STh(+0.56) FiDs3(+0.70) FCCoSp3(+0.50) PCoSp4(+0.50) x5TLi4(+0.70) x3Li4(+0.50)        | 1 転倒                                          | 7 185.79                                        |
| 16          | ジェシカ・デュベ / ブライス・デイヴィソン       | ジェシカ・デュベ / ブライス・デイヴィソン       | ジェシカ・デュベ / ブライス・デイヴィソン | ジェシカ・デュベ / ブライス・デイヴィソン | ジェシカ・デュベ / ブライス・デイヴィソン       | ジェシカ・デュベ / ブライス・デイヴィソン       |
| 16          | 6 121.75                                        | 60.99 61.76                                     | 追憶より（マーヴィン・ハムリッシュ ） | 3LzTw1(+0.56) 2A+2A+SEQ(+1.00) 5ALi4(+1.80) 3S(-3.00) FCCoSp3(-0.42) BiDs3(+0.70) x3LzTh(-1.40) x5SLi4(+0.60) SpSq4(+1.00) x3LoTh(0.00) x3Li4(+0.90) PCoSp4(+1.00)   | 1 転倒                                          | 6 187.11                                        |
| 第5グループ |                                                 |                                                 | | |                                                 |                                                 |
| 17          | 川口悠子 / アレクサンドル・スミルノフ           | 川口悠子 / アレクサンドル・スミルノフ           | 川口悠子 / アレクサンドル・スミルノフ | 川口悠子 / アレクサンドル・スミルノフ | 川口悠子 / アレクサンドル・スミルノフ           | 川口悠子 / アレクサンドル・スミルノフ           |
| 17          | 7 120.61                                        | 57.13 64.48                                     | 感情的なワルツ Op.51-6（作曲：ピョートル・チャイコフスキー） / 美しく青きドナウ（作曲：ヨハン・シュトラウス2世）                                                     | 3STh(-0.84) 3T(+1.00) 3LzTw1(+0.98) FCCoSp4(+0.60) SpSq4(+2.00) x2A+SEQ(-1.60) x3LoTh(-1.88) x3Li4(+0.70) x5ALi4(+1.20) x5SLi4(+0.70) PCoSp1(+0.50) FiDs1(+0.84)     | 1 転倒                                          | 4 194.77                                        |
| 18          | アリオナ・サフチェンコ / ロビン・ゾルコーヴィ   | アリオナ・サフチェンコ / ロビン・ゾルコーヴィ   | アリオナ・サフチェンコ / ロビン・ゾルコーヴィ | アリオナ・サフチェンコ / ロビン・ゾルコーヴィ | アリオナ・サフチェンコ / ロビン・ゾルコーヴィ   | アリオナ・サフチェンコ / ロビン・ゾルコーヴィ   |
| 18          | 3 134.64                                        | 65.08 70.56                                     | 『愛と哀しみの果て』サウンドトラックより（作曲：ジョン・バリー） | 3T+2T+SEQ(-0.60) 3FTh(+1.40) 2A(-2.32) FCCoSp4(+0.30) PCoSp4(+1.00) x3LzTw1(+0.70) x5ALi4(+1.40) x5TLi4(+1.10) BoDs3(+0.84) SpSq4(+1.80) x3Li4(+0.70) x3STh(+1.52)   | 1 転倒                                          | 3 210.6                                         |
| 19          | 龐清 / 佟健                                     | 龐清 / 佟健                                     | 龐清 / 佟健 | 龐清 / 佟健 | 龐清 / 佟健                                     | 龐清 / 佟健                                     |
| 19          | 1 141.81                                        | 70.53 71.28                                     | 見果てぬ夢（ 『ラ・マンチャの男』より / 曲：久石譲） | 2A+2A+SEQ(+1.60) 3T(+1.00) 5ALi4(+1.60) SpSq4(+1.80) FCCoSp3(+0.50) x3LzTw1(+1.52) PCoSp4(+0.80) x3STh(+1.52) x3LoTh(+1.52) BoDs1(+0.42) x5TLi4(+0.60) x4Li4(+0.70)  | 0                                               | 2 213.31                                        |
| 20          | 申雪 / 趙宏博                                   | 申雪 / 趙宏博                                   | 申雪 / 趙宏博 | 申雪 / 趙宏博 | 申雪 / 趙宏博                                   | 申雪 / 趙宏博                                   |
| 20          | 2 139.91                                        | 67.51 72.40                                     | アルビノーニのアダージョ （作曲：レモ・ジャゾット） | 3T(+1.80) 2A+2A+SEQ(+0.40) FCCoSp4(+0.30) 3Li4(+1.00) FoDs4(+1.40) x5ALi1(-1.40) x3LzTw1(+1.40) x3LoTh(+1.64) x3STh(+1.12) SpSq4(+1.40) PCoSp3(+0.70) x5TLi4(+0.70)  | 0                                               | 1 216.57                                        |

### 一覧
| 順位 | 名前                                            | 国・地域       | 合計点 | SP   | SP    | FS   | FS     |
| 順位 | 名前                                            | 国・地域       | 合計点 | 順位 | 得 点 | 順位 | 得 点  |
| ---- | ----------------------------------------------- | -------------- | ------ | ---- | ----- | ---- | ------ |
| 1    | 申雪 & 趙宏博                                   | 中国           | 216.57 | 1    | 76.66 | 2    | 139.91 |
| 2    | 龐清 & 佟健                                     | 中国           | 213.31 | 4    | 71.50 | 1    | 141.81 |
| 3    | アリオナ・サフチェンコ & ロビン・ゾルコーヴィ   | ドイツ         | 210.60 | 2    | 75.96 | 3    | 134.64 |
| 4    | 川口悠子 & アレクサンドル・スミルノフ           | ロシア         | 194.77 | 3    | 74.16 | 7    | 120.61 |
| 5    | 張丹 & 張昊                                     | 中国           | 194.34 | 5    | 71.28 | 4    | 123.06 |
| 6    | ジェシカ・デュベ & ブライス・デイヴィソン       | カナダ         | 187.11 | 6    | 65.36 | 6    | 121.75 |
| 7    | マリア・ムホルトワ & マキシム・トランコフ       | ロシア         | 185.79 | 8    | 63.44 | 5    | 122.35 |
| 8    | タチアナ・ボロソジャル & スタニスラフ・モロゾフ | ウクライナ     | 181.78 | 9    | 62.14 | 8    | 119.64 |
| 9    | アナベル・ラングロワ & コディ・ヘイ             | カナダ         | 179.97 | 7    | 64.20 | 9    | 115.77 |
| 10   | アマンダ・エボラ & マーク・ラドウィッグ         | アメリカ合衆国 | 171.92 | 10   | 57.86 | 10   | 114.06 |
| 11   | ベラ・バザロワ & ユーリ・ラリオノフ             | ロシア         | 163.50 | 12   | 56.54 | 11   | 106.96 |
| 12   | ニコーレ・デラ・モニカ & ヤニック・ココン       | イタリア       | 161.60 | 11   | 56.82 | 13   | 104.78 |
| 13   | ケイディー・デニー & ジェレミー・バレット       | アメリカ合衆国 | 158.33 | 14   | 53.26 | 12   | 105.07 |
| 14   | ヴァネッサ・ジェームス & ヤニック・ボヌール     | フランス       | 145.10 | 15   | 51.16 | 14   | 93.94  |
| 15   | アナイー・モラン & アントワーヌ・ドルザ         | スイス         | 144.42 | 13   | 55.34 | 17   | 89.08  |
| 16   | ステイシー・ケンプ & デヴィッド・キング         | イギリス       | 139.94 | 16   | 48.28 | 16   | 91.66  |
| 17   | マイリン・ハウシュ & ダニエル・ヴェンデ         | ドイツ         | 138.74 | 17   | 45.46 | 15   | 93.28  |
| 18   | ヨアンナ・スレイ & マテウシュ・フルシチンスキー | ポーランド     | 125.82 | 20   | 39.30 | 18   | 86.52  |
| 19   | マリヤ・セルゲエワ & イリヤ・グレボフ           | エストニア     | 124.90 | 18   | 42.18 | 19   | 82.72  |
| 20   | エカテリーナ・コステンコ & ロマン・タラン       | ウクライナ     | 120.98 | 19   | 39.54 | 20   | 81.44  |